# Jaap Boot

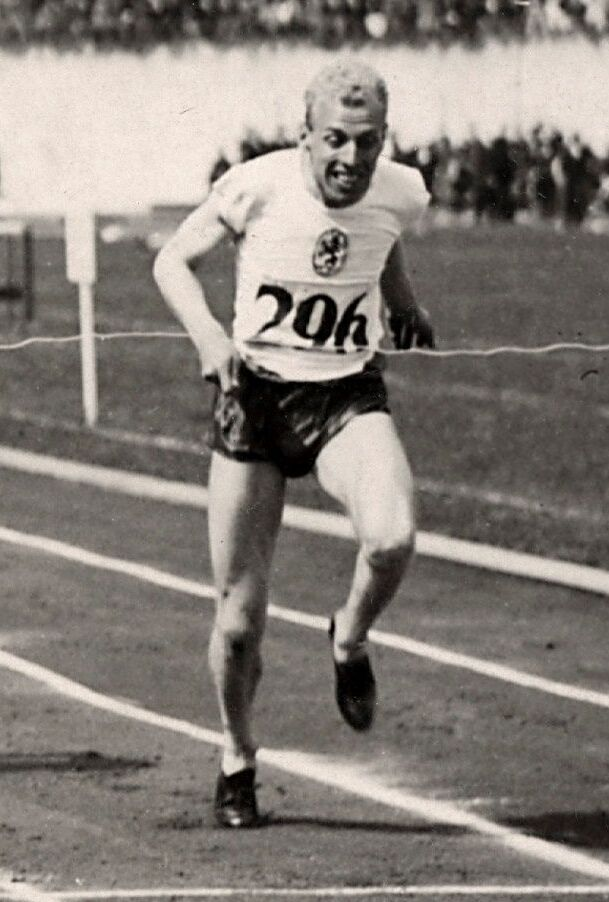
Jaap Boot (1928)

Jaap Boot (eigentlich: Jan Jacobus Boot; * 1. März 1903 in Wormerveer; † 14. Juni 1986 in Dordrecht) war ein niederländischer Leichtathlet.
Boot reiste als Inhaber des niederländischen Rekordes im Weitsprung zu den Olympischen Spielen 1924 nach Paris. Sein Landesrekord von 7,06 Meter hätte bei den Spielen den fünften Platz bedeutet, mit seinen 6,86 Meter belegte er den achten Platz. Vier Tage nach dem Weitsprungwettbewerb stand die 4-mal-100-Meter-Staffel auf dem Programm. Im ersten Vorlauf stellte die britische Stafette um Einzelolympiasieger Harold Abrahams mit 42,0 Sekunden einen Weltrekord auf. Im zweiten Vorlauf stellten Boot, Harry Broos, Jan de Vries und Rinus van den Berge diesen Weltrekord ein. Im Finale siegten die US-Amerikaner mit 41,0 Sekunden vor den Briten mit 41,2 Sekunden und den Niederländern mit 41,8 Sekunden.
Vier Jahre später nahm Boot in Amsterdam an den Olympischen Spielen 1928 teil, schied aber über 100 m bereits im Vorlauf aus. Boot war 1923, 1924, 1932 und 1933 Landesmeister im Weitsprung, der weiteste Sprung seiner Karriere gelang ihm 1932 mit 7,24 Meter.